# 당신의 부탁
《당신의 부탁》은 2017년에 공개되어, 2018년에 공식 개봉한 대한민국의 영화이다.

## 줄거리
2년 전 사고로 남편을 잃은 32살 효진(임수정)은 절친 미란(이상희)과 동네 작은 공부방을 하며 혼자 살아간다. 남편의 죽음 이후 무기력하고 우울한 삶을 살아가던 어느날 효진에게 시동생이 찾아와 죽은 남편의 16살 아들 종욱(윤찬영)을 부탁한다.
오갈 데가 없어진 종욱의 엄마가 되어달라는 당황스러운 부탁에 효진은 깊은 고민에 빠진다. 미란은 "앞으로 네가 걔 인생 다 책임져야 하는 거야"라고 직설적인 충고를 건네며 효진을 말린다. 하지만 효진은 고민 끝에 피 한 방울 섞이지 않은 종욱의 엄마가 되기로 결심한다. 그렇게 하루아침에 모자(母子) 사이가 된 두 사람은 어색하면서도 따뜻한 동거 생활을 시작한다.

## 캐스팅
- 임수정 : 효진 역
- 윤찬영 : 종욱 역
- 이상희 : 미란 역
- 오미연 : 명자 역
- 서신애 : 주미 역
- 한주완 : 정우 역
- 김선영 : 연화 역
- 서정연 : 서영 역
- 김민재 : 경택 역
- 전성애 : 외할머니 역
- 박옥출 : 부동산사장 역
- 장혜진 : 정희 역
- 김자영 : 지남엄마 역
- 박찬국 : 상가관리인 역
- 우지현 : 경찰 역
- 공희철 : 모텔주인 역
- 이화룡 : 내과의사 역
- 안민영 : 송 실장 역
- 조유정 : 요양보호사 역
- 장세환 : 원무실직원 역
- 박희은 : 지원 역
- 강태영 : 중고차중개인 역
- 임용순 : 가게주인 역
- 조두리 : 산부인과의사 역
- 이혜린 : 카페내담자 1 역
- 이해인 : 카페내담자 2 역
- 이원희 : 카페내담자 3 역
- 김동혁 : 담임교사 역
- 김슬기 : 강아지주인 역
- 문상호 : 서영남편 역
- 김건우 : 미란아기 역
- 주은실 : 민박주인 역
- 이유진 : 신생아 역
- 이유정 : 신생아실 간호사 역
- 조영숙 : 다세대아주머니 1 역
- 정미숙 : 다세대아주머니 2 역
- 김소진 : 네일샵 직원 역
- 김기연 : 네일샵손님 1 역
- 구지헌 : 네일샵손님 2 역
- 김서린 : 학원생 1 역
- 이아린 : 학원생 2 역
- 이승주 : 학원생 3 역
- 권호세 : 학원행인 1 역
- 권세영 : 학원행인 2 역
- 김태우 : 경수 역 (특별출연)

## 수상
- 2017년 제22회 부산국제영화제 한국영화의 오늘 -비전 부문
- 2018년 제24회 브졸국제아시아영화제 장편경쟁부문
- 2018년 제24회 브졸국제아시아영화제 NETPAC 심사위원상
- 2018년 제6회 헬싱키 시네아시아 국제영화제
- 2018년 제16회 피렌체 한국영화제
- 2018년 제9회 호주한국영화제
- 2018년 제13회 런던한국영화제 Special focus 부문
- 2018년 대한독립영화제 (독일 베를린)

## 같이 보기
- 2018년 대한민국의 영화 목록